# Son Bou

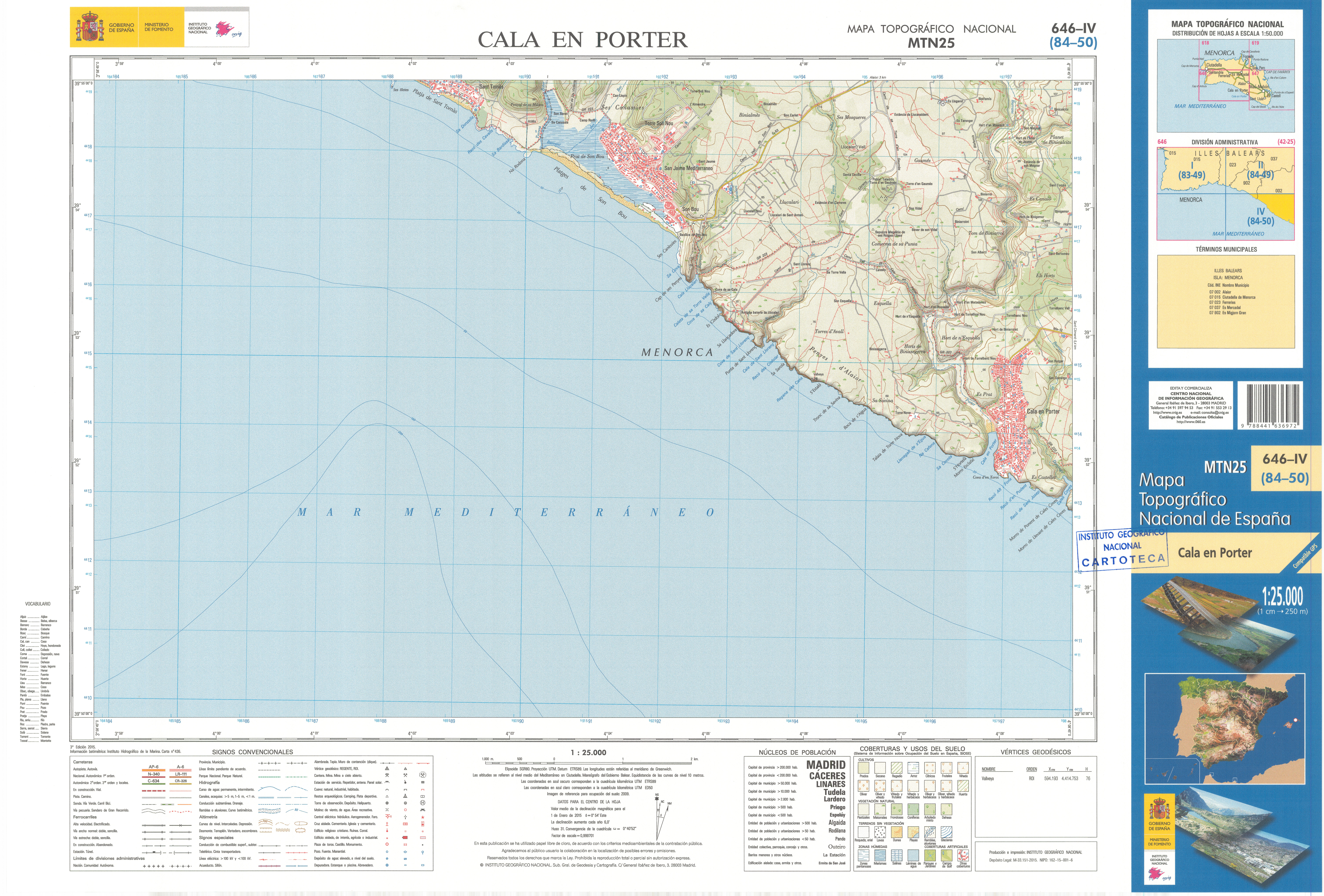

Son Bou ist ein Strand und ein gleichnamiger Ferienort auf Menorcas Südseite zwischen Punta Rodona und Cap de ses Penyes gelegen.

## Flora und Fauna
Am westlichen Ende befindet sich direkt hinter dem Strand das Feuchtgebiet Prat de Son Bou, das zahlreichen Wasservögeln Heimat bietet.

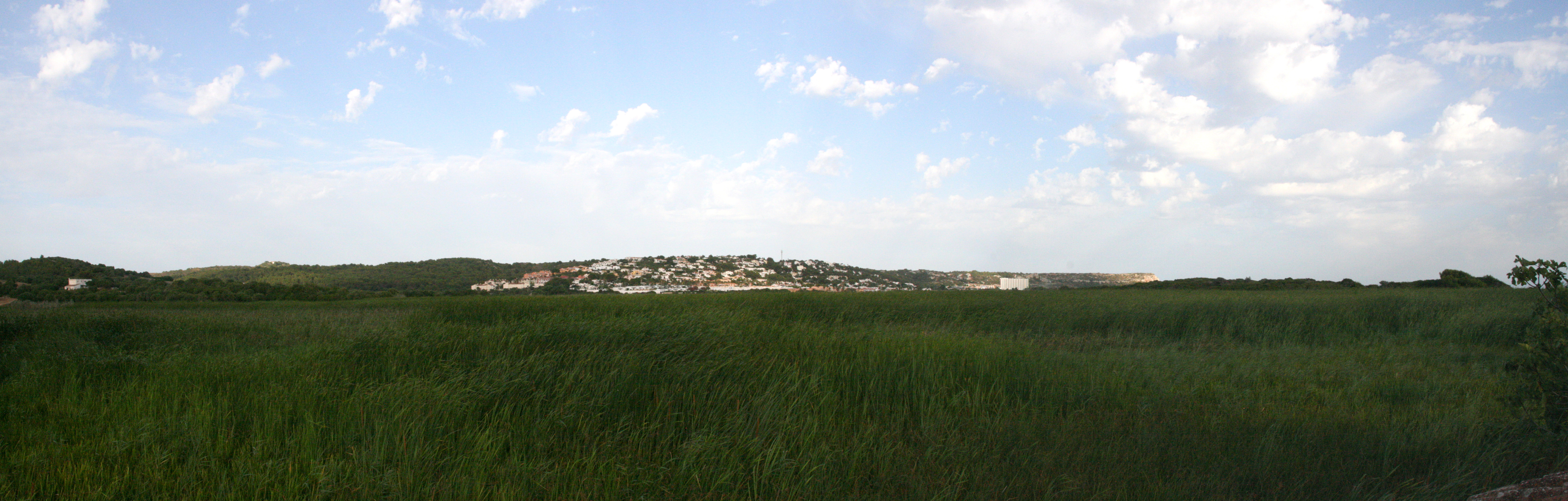
Feuchtgebiet Prat de Son Bou

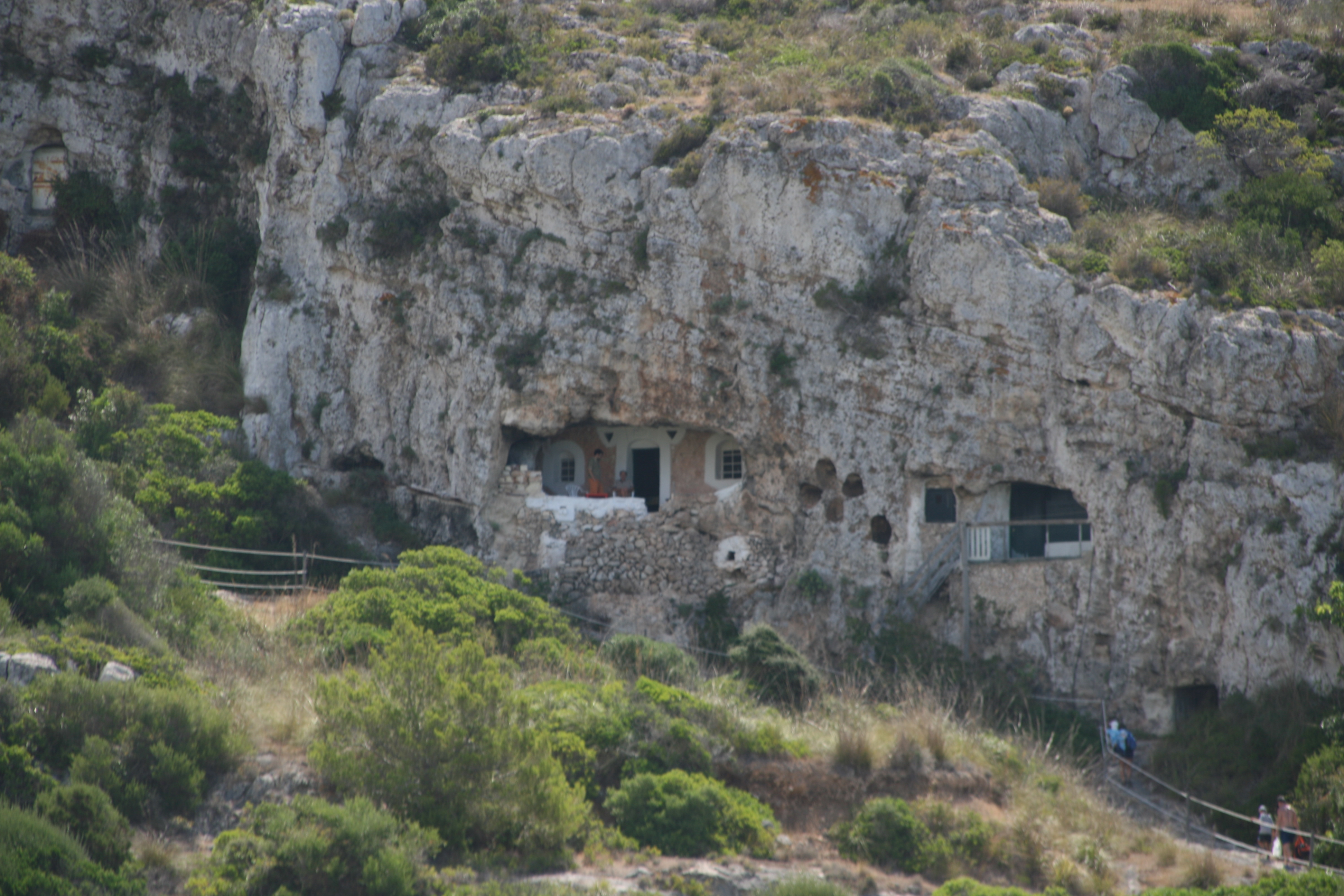
Feuchtgebiet Hypogeum von Son Bou

## Geschichte
Oberhalb des östlichen Endes des Strandes befinden sich eine Grabstätte der Talayot-Kultur und die frühchristliche Basilika von Son Bou.